# 1. MBC 70/90 Halle
Der 1. Motoballclub 70/90 Halle e. V. im ADAC (1. MBC 70/90 Halle) ist ein Motorsportverein und ADAC Ortsclub aus Halle (Saale) in Sachsen-Anhalt. Er ist auf Motoball spezialisiert und spielt seit 1993 in der Motoball-Bundesliga – Gruppe Nord.

## Geschichte
Der damalige Motorsportclub Halle spielte ein erstes Motoballturnier 1970 und begann 1971 mit dem Aufbau einer regulären Motoballmannschaft innerhalb des Motorsportclubs Halle. Am 20. Mai 1972 fand in Salzmünde ein erstes Freundschaftsspiel gegen den MC Straßenwesen Radebeul statt. Ab 1973 trat die Motoballmannschaft des Motorsportclub Halle in der 2. DDR-Motoball-Liga und ab 1983 in der 1. DDR-Motoball-Liga an. Im Jahr 1986 wurde die Junioren-Mannschaft DDR-Junioren-Meister im Motoball. Ab 1988 wurde die Motoballmannschaft Teil des neu gegründeten MC Bau- und Grobkeramik Halle. 
Am 8. April 1990 fand das erste Freundschaftsspiel gegen eine BRD-Motoball-Mannschaft, den MSC Pattensen, statt. Ab 1990 wurde die Vereinsförderung durch den VEB Kombinat Bau- und Grobkeramik Halle eingestellt und daraufhin am 1. Juni 1990 der 1. Motoballclub 70/90 Halle e. V. im ADMV gegründet. Einzelne Motoballer des 1. MBC 70/90 Halle wurden in die Nationalmannschaft der DDR aufgenommen und nahmen 1990 erstmals an der Europameisterschaft in Teterow teil, wurden aber aufgrund nicht erlaubter Reifen disqualifiziert. Die erste erfolgreiche Teilnahme an der Europameisterschaft folgte 1991 im niederländischen Vlissingen.
Neben dem MSC Kobra Malchin und dem MSC Jarmen ist der 1. MBC 70/90 Halle derzeit einer von drei Motoball-Bundesligavereinen in Ostdeutschland und der einzige Motoballverein in Mitteldeutschland. Er spielt seit 1993 in der Motoball-Bundesliga. Die Junioren-Mannschaft spielt in der Gruppe A der Motoball-Jugend-Meisterschaft.

## Spielstätte
Seine Spiele trug der damalige Verein bis 1988 im Krater des Dautzschbergs aus. Der MC Bau- und Grobkeramik Halle und ab 1990 1. Motoballclub 70/90 Halle e. V. spielte bis zum Saisonende 2023 auf einem stadteigenen Hartplatz Am Stadion in der Nördlichen Neustadt aus. Im Jahr 2022 genehmigte der Sportausschuss der Stadt Halle einen knapp 1,3 Millionen Euro teuren Neubau eines Motoballplatzes im Gewerbegebiet Halle-Neustadt an der Schieferstraße. Die Finanzierung übernehmen die Stadt Halle, das Land Sachsen-Anhalt und die Lotto Sachsen-Anhalt. Am Pfingswochende 2024 wurde die neue Spielstätte feierlich eingeweiht.